# Очкин, Алексей Дмитриевич
Алексей Дмитриевич Очкин (1886, Москва — 1952, там же) — советский хирург, доктор медицинских наук (1936), профессор; ученик профессора В. Н. Розанова.

## Биография
Родился в семье железнодорожного служащего.
В 1905 году окончил 2-ю Московскую гимназию и поступил на медицинский факультет Московского университета, который окончил в 1910 году. В декабре 1905 года был арестован как член боевой дружины социалистов-революционеров и посажен в Таганскую тюрьму, после освобождения уехал в Германию, однако возвратился и восстановился в университете. Работал заведующим холерным отделением больницы Владикавказской железной дороги в Новороссийске, затем вернулся в Москву. Здесь работал в больнице им. Солдатенкова (с 1920 года — им. С. П. Боткина), где попал под влияние хирурга Владимира Розанова.
В 1914 году был призван в армию. Участвовал в Первой мировой войне. После Октябрьской революции, с 1919 года, служил в Красной армии, где стал главным врачом 1-го корпуса 1-й Конной армии С. М. Будённого. Был в плену у белых. После демобилизации вернулся в Москву, с 1921 года возвратился в больницу и работал в ней до конца жизни: старший врач (1927—1936), затем — заведующий (1937—1941 и 1944—1952) хирургическим отделением.
Одновременно с 1922 года Очкин работал в системе Лечебносанитарного управления Кремля: в 1934—1952 годах — заведующий хирургическим отделением Кремлёвской больницы, в 1949—1952 годах — главный онколог управления. C 1930 — также работал в Центральном институте усовершенствования врачей: с 1938 — профессор, заведующий 1-й кафедрой хирургии; с 1941 года до конца жизни руководил объединённой кафедрой хирургии. В годы Великой Отечественной войны Алексей Очкин работал начальником эвакогоспиталя № 3611 в Томске.
Кроме профессиональной, занимался общественной деятельностью — был членом Хирургического общества Москвы и Московской области, членом Ученого Совета Наркомздрава СССР и Медицинского Совета Лечебно-санитарного управления Кремля, неоднократно избирался депутатом Моссовета.
Жил в Москве на Тверском бульваре, 9 и на Манежной улице, 9. Похоронен на Новодевичьем кладбище (2 участок, 28 ряд); автор надгробного памятника — З. И. Азгур. В 1955 году перед хирургическим корпусом Боткинской больницы был установлен бюст А. Д. Очкина (скульптор З. И. Азгур, архитектор Я. Б. Белопольский).

могила на Новодевичьем кладбище

Как пишет Лев Колодный, общение с Очкиным многие запоминали навсегда: «Жизнь подобна кактусу, — цитировал его один из его пациентов, — вся она состоит из колючек. Зато помните: несколько раз, всего несколько раз за жизнь на нем распускается цветок необыкновенной красоты».

## Награды
- Три ордена Ленина (07.03.1939, 08.02.1946, ...)